# Черний Врих (Бургаська область)
Че́рний Врих (болг. Черни връх) — село в Бургаській області Болгарії. Входить до складу громади Камено.

## Населення
За даними перепису населення 2011 року у селі проживали 709 осіб.
Національний склад населення села:
| Національність   | Кількість осіб | Відсоток |
| ---------------- | -------------- | -------- |
| болгари          | 685            | 98,6%    |
| інша             | 8              | 1,2%     |
| Всього відповіли | 695            |          |

Розподіл населення за віком у 2011 році:
Динаміка населення: